# ペンタンアミダーゼ
ペンタンアミダーゼ(Pentanamidase、EC 3.5.1.50)は、以下の化学反応を触媒する酵素である。
ペンタンアミド + 水{\displaystyle \rightleftharpoons }ペンタン酸 + アンモニア
従って、この酵素の基質は、ペンタンアミドと水の2つ、生成物はペンタン酸とアンモニアの2つである。
この酵素は加水分解酵素、特に鎖状アミドの炭素-窒素結合に作用するものに分類される。系統名は、ペンタンアミド アミドヒドロラーゼ(pentanamide amidohydrolase)である。他に、valeramidaseとも呼ばれる。